# Codi ATC M03
El  codi ATC M03, descrit com Relaxants musculars, és una subgrup terapèutic de l'Anatomical, Therapeutic, Chemical Classification System (ATC). La classificació ATC és un sistema de codis alfanumèric desenvolupat per l'Organització Mundial de la Salut (OMS) per als fàrmacs i altres productes sanitaris. El subgrup M03 és part del grup anatòmic M Sistema musculoesquelètic.

Els codis per a ús veterinari (codis ATCvet) poden han estat creats afegint la lletra Q davant dels codis ATC humans: QM03... 
Les adaptacions estatals de la classificació ATC poden incloure codis addicionals no presents en aquesta llista, que segueix la versió de l'OMS.

## M03A Agentsrelaxants muscularsd'acció perifèrica
M03A A Alcaloides del curare
M03A B Derivats del turó
M03A C Altres compostos d'amoni quaternari
M03A X Altres agents relaxants musculars d'acció perifèrica

## M03B Agents relaxants musculars d'acció central
M03B A Èsters de l'àcid carbàmic
M03B B Derivats oxazòlics, tiazínics i triazínics
M03B C Èsters químicament relacionats amb els antihistamínics
M03B X Altres agents d'acció central

## M03C Agents relaxants musculars d'acció directa
M03C A Dantrolè i derivats